# Château Laurier
Château Laurier es un hotel de cinco estrellas edificado en el centro de la ciudad de Ottawa, Canadá. Debido a su proximidad a la colina del Parlamento y el hecho de haber servido como lugar de alojamiento y de encuentro de políticos notables en los últimos años, a menudo se le atribuye como la "tercera cámara del Parlamento". Se encuentra a poca distancia de la colina del Parlamento, del canal Rideau, del Museo de Bellas Artes de Canadá, del mercado Byward, del National War Memorial, de la embajada de Estados Unidos en Ottawa y del Centro cortina.

## Reconocimiento
El edificio forma parte de las 500 edificaciones más importantes de Canadá, elegidas por el Royal Architectural Institute of Canada (RAIC).